# Comeback (pel·lícula de 1982)
Comeback és una pel·lícula alemanya de música de Christel Buschmann en la qual el cantant de rock Eric Burdon fa el paper principal. La pel·lícula es va estrenar a Munic el 23 d'abril de 1982 i es va estrenar als cinemes alemanys el mateix any. El 8 d'octubre de 1984, Comeback es va emetre a les 11 p.m. a ARD.

## Argument
L'anteriorment famós cantant Rocco viu amb la seva dona drogaddicta Tina a Los Angeles i ha de fugir de la màfia. Es troba a la metròpoli Berlín i després hi torna amb un nou contracte.
Quan havia celebrat actuacions entre Punks, els problemes comencen de nou.

## Reparatiment
- Eric Burdon com a Rocco
- Julie Carmen com a Tina
- Michael Cavanaugh com el mànager
- John Aprea com a advocat
- Louisiana Red com a "Louisiana"
- Jorg Pfennigwerth com a Paul
- Blackie Dammett com a "Heavy"
- Edwin Craig com a "Freak"
- Emily Woods com a Laura
- Bob Lockwood com a Marilyn
- Pink King com a Rosa
- Blair Ashleigh com a Liz
- Dan van Husen com a proxeneta
- Harry Hart-Browne com "Nada"

## Distribució
L'estrena al cinema alemany de la pel·lícula va tenir lloc el 23 d'abril de 1982 a Munic. L'interès del públic era limitat; a finals de 1982, Comeback només tenia 15.419 visitants de pagament a la República Federal. El LP de la banda sonora Comeback (amb deu temes) va sortir al mercat el mateix any i va tenir molt més èxit que la pel·lícula. El 1994 es va publicar el CD The Comeback Soundtrack i contenia un total de 27 temes, incloent versions inèdites de cançons.

## Crítica
El Lexikon des internationalen Films va jutjar: “Les gravacions del concert i la música són atractives, però la pel·lícula no aconsegueix abordar les implicacions més profundes del tema. Així que segueix sent elegant a la moda a la superfície i varia els tòpics sobre l'estil de vida de les estrelles del rock.". Der Spiegel va declarar durant l'emissió televisiva de la pel·lícula: "El segon llargmetratge de Christel Buschmann (1982) viu sobretot de la vitalitat explosiva de l'actor de Rocco Eric Burdon.“